# Limnichoderus angustus
Limnichoderus angustus är en skalbaggsart som beskrevs av Wooldridge 1981. Limnichoderus angustus ingår i släktet Limnichoderus och familjen lerstrandbaggar. Inga underarter finns listade i Catalogue of Life.